# مارسل خریفنه
مارسل خریفنه (انگلیسی: Marcel Grifnée؛ زادهٔ ۷ فوریهٔ ۱۹۴۷) دوچرخه‌سوار اهل بلژیک است.